# Mad Trax
Mad Trax est un jeu vidéo de course développé par Rayland Interactive et édité par Project Two Interactive, sorti en 1998 sur Windows.

## Accueil
- AllGame : 4/5[1]